# Летња изложба Краљевске академије
Летња изложба је отворена уметничка изложба коју годишње одржава Краљевска академија уметности у Берлингтон Хаусу, у Пикадилију у центру Лондона, у Енглеској, током јуна, јула и августа. Изложба обухвата слике, графике, цртеже, скулптуре, архитектонске пројекте и макете и највећа је и најпопуларнија отворена изложба у Уједињеном Краљевству. Такође је „временски најдужа континуирано постављена изложба савремене уметности на свету“.
Када је Краљевска академија уметности основана 1768. године, један од њених кључних циљева био је да успостави годишњу изложбу за јавност, отворену за све заслужне уметнике. Прва летња изложба одржана је 1769. године; од тада се одржава сваке године без изузетка.
Краљевска академија је независна, приватно финансирана институција коју воде еминентни уметници и архитекте. Њена сврха је да промовише стварање, уживање и уважавање ликовних уметности кроз изложбе, образовање и дебате.

## Историја
Године 1768, група уметника посетила је краља Џорџа III и затражила његову дозволу да оснују друштво за уметност и дизајн. Предложили су идеју о годишњој изложби. Краљ Џорџ III је одобрио идеју и прва изложба, 1769. године, обухватила је 136 радова. Назив Летња изложба датира из 1870. године.

## Процес селекције
Данас се сваке године одабере око 1.000 радова од чак 32.000 пријава које представљају око 16.000 уметника. Сваки уметник (познати или непознати) може да пошаље до два рада уз накнаду од 40 фунти по делу за одабир од стране Одбора за селекцију летње изложбе. Због значајног повећања броја пријава последњих година, број пријава по уметнику је смањен на 2 (са 3), а накнада је повећана по делу. Одбор се формира од стране Савета академика (управног тела Краљевске академије) и традиционално њиме председава председник Краљевске академије. Поред радова које је одабрао одбор, свих 80 академика има право да има шест својих дела на изложби.
За изложбу 2006. године, академија је добила статуу и постоље од Дејвида Хенсела. Грешком, два дела су оцењивана независно, што је резултирало тиме да је статуа одбијена, а постоље изложено. Неки уметници се више пута пријављују пре него што буду изабрани: 2024. године прихваћено дело Алисон Еј „Shifting to the Moon“ био је њен 31. пријављени рад.

## Изложба
Летња изложба Краљевске асоцијације обично се отвара за јавност почетком јуна, након чега се одржава низ приватних посета. Главни догађај се зове „Дан лакирања“, дан када би, према популарној легенди, уметници долазили да додају завршни слој лака на своје слике. Традиционално, уметници ходају у поворци од Берлингтон Хауса до цркве Светог Џејмса на Пикадилију, где се одржава служба. На отварању се објављују ужи избори за разне награде.
Неке године имају посебне теме. Тема изложбе из 2005. године била је „Графика и вишеструкост“. Године 2006, тема је била „Из живота“. Године 2008, тема је била „Направио човек“. Тема за 2010. годину била је „Сирово“. Године 2011, селекциони одбор се сложио да нема посебну тему.
Готово сва изложена дела су на продају; Академија добија 30% од куповне цене. Године 2003, то је износило око 2.000.000 фунти за институцију, која не добија никакву финансијску подршку од државе или круне.

## Награде
Сваке године на Летњој изложби додељује се наградни фонд од преко 70.000 фунти, укључујући награду Чарлса Воластона од 25.000 фунти. Поред тога, додељује се и архитектонска награда од 10.000 фунти.

## Пријем
Изложба је наишла и на дивљење и на критике. Џонатан Џоунс ју је 2019. године описао као „надути леш традиције... са уморним, затвореним, завршеним квалитетом“.
Изложба о историји Летње изложбе, Велики спектакл, одржана је 2018. године.